# Équipe cycliste Farm Frites-Hartol
Cet article concerne l'équipe cycliste féminine. Pour l'équipe masculine, voir Équipe cycliste TVM.
L'équipe cycliste Farm Frites-Hartol est une ancienne équipe cycliste professionnelle féminine néerlandaise. Elle est dirigée par Michael Zijlaard. La leader de l'équipe est son épouse Leontien van Moorsel. À partir de 2002, la spécialiste des classiques Mirjam Melchers rejoint l'équipe. En six ans d'existence, l'équipe fait quatre fois partie des trois meilleures formations mondiales.

## Classements UCI

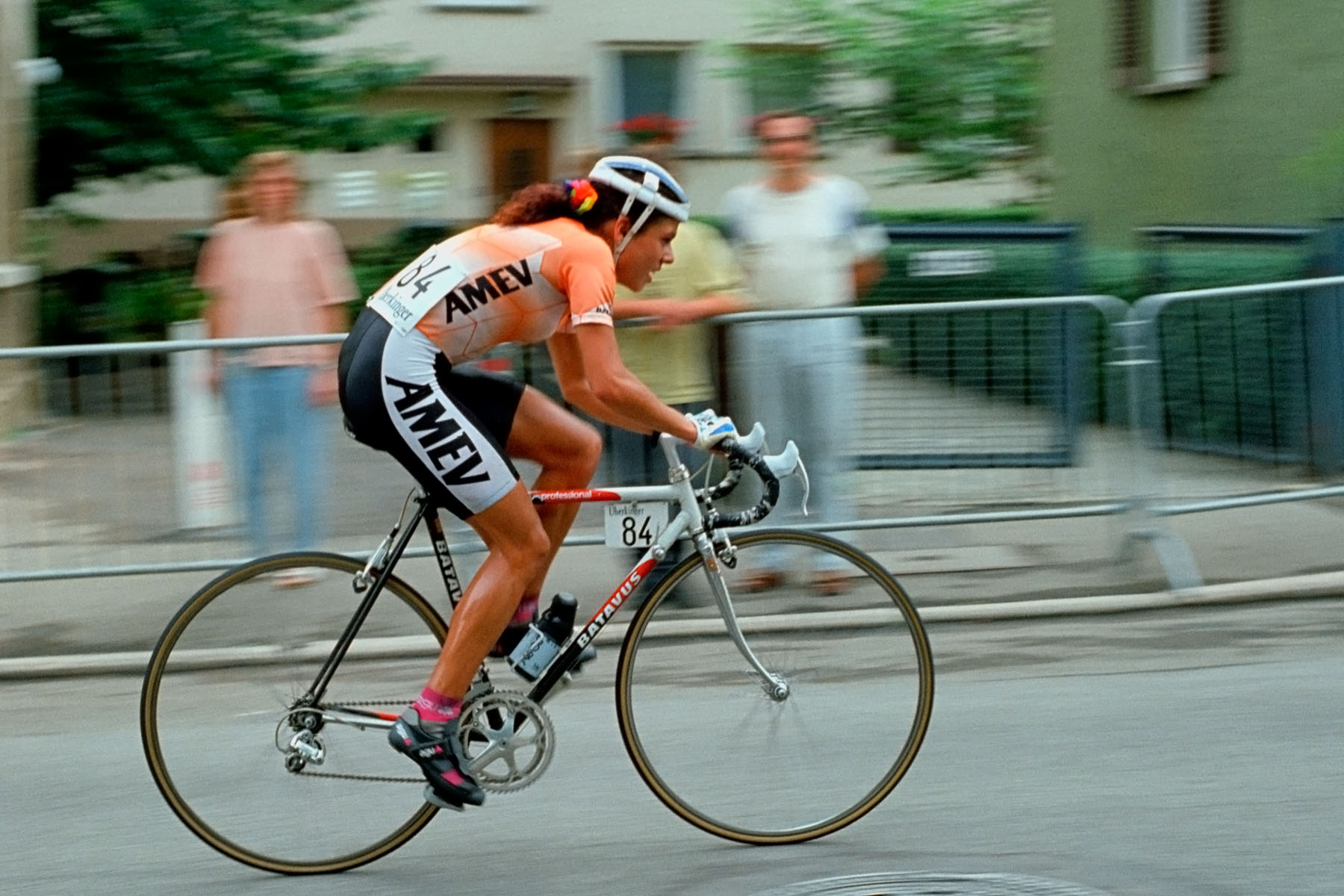
Leontien van Moorsel, ici en 1991, est la leader de l'équipe

Ce tableau présente les places de l'équipe au classement de l'Union cycliste internationale en fin de saison, ainsi que la meilleure cycliste au classement individuel de chaque saison.
| Année | Classement par équipes | Meilleure coureuse au classement individuel |
| 1999  | -                      | Leontien van Moorsel (14e)                  |
| 2000  | 2e                     | Leontien van Moorsel (4e)                   |
| 2001  | 9e                     | Leontien van Moorsel (40e)                  |
| 2002  | 3e                     | Mirjam Melchers (2e)                        |
| 2003  | 3e                     | Mirjam Melchers (2e)                        |
| 2004  | 2e                     | Mirjam Melchers (2e)                        |

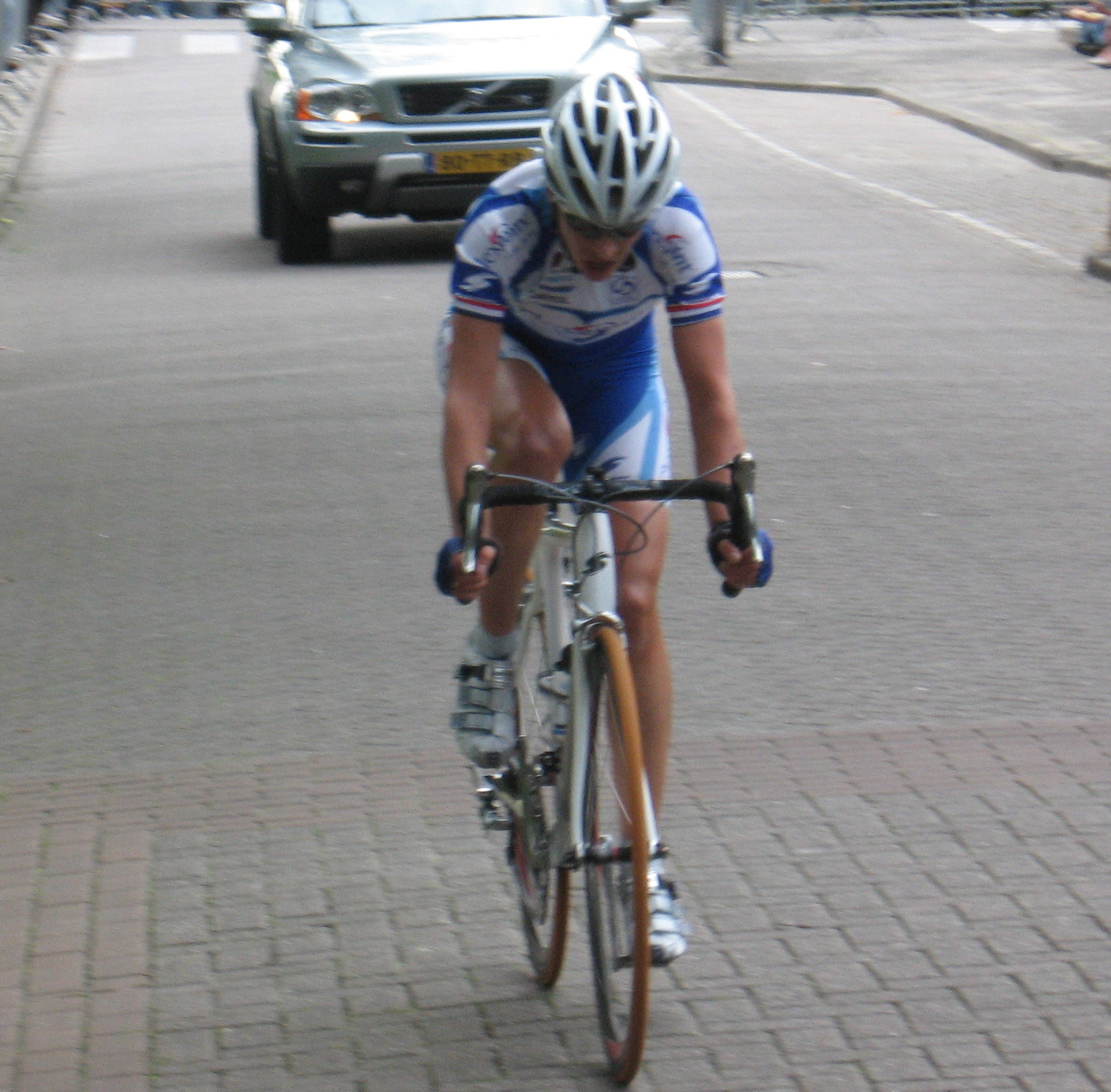
Mirjam Melchers, ici en 2007, est la leader sur les classiques à partir de 2002

L'équipe a intégré la Coupe du monde en 1999. Le tableau ci-dessous présente les classements de l'équipe sur ce circuit, ainsi que sa meilleure coureuse au classement individuel.
| Année | Classement par équipes | Meilleure coureuse au classement individuel |
| 1999  | -                      | Leontien van Moorsel (20e)                  |
| 2000  | -                      | Leontien van Moorsel (16e)                  |
| 2001  | -                      | Sharon van Essen (28e)                      |
| 2002  | -                      | Mirjam Melchers (2e)                        |
| 2003  | -                      | Mirjam Melchers (3e)                        |
| 2004  | -                      | Mirjam Melchers (4e)                        |

## Victoires principales

### Compétitions internationales
Cyclisme sur route
- Jeux olympiques : 3
  - Course en ligne : 2000 (Leontien van Moorsel)
  - Contre-la-montre : 2000 et 2004 (Leontien van Moorsel)
- Championnat du monde : 1 
  - Contre-la-montre : 1999 (Leontien van Moorsel)

Cyclisme sur piste
- Jeux olympiques : 1
  - Poursuite : 2000 (Leontien van Moorsel)
- Championnat du monde : 3 
  - Poursuite : 2001, 2002, 2003 (Leontien van Moorsel)

Cyclo-cross
- Championnat du monde : 1 
  - Élites : 2001 (Hanka Kupfernagel)

### Championnats nationaux
Cyclisme sur route
- Championnats du Japon : 1
  - Course en ligne : 2004 (Miho Oki)
- Championnats des Pays-Bas : 9
  - Course en ligne : 1999 (Leontien van Moorsel), 2001 (Sissy van Alebeek), 2002 (Arenda Grimberg), 2003 (Suzanne de Goede), 2004 (Leontien van Moorsel)
  - Contre-la-montre : 1999, 2000, 2001, 2002 (Leontien van Moorsel), 2004 (Mirjam Melchers)

Sur piste
- Championnats des Pays-Bas : 8
  - Poursuite individuelle : 1999, 2000, 2001, 2002 (Leontien van Moorsel)
  - Course aux points : 1999, 2000, 2001, 2002 (Leontien van Moorsel)

En cyclo-cross
- Championnats des Pays-Bas : 2
  - Élites : 2001 (Daphny van den Brand), 2004 (Mirjam Melchers)

En VTT
- Championnats des Pays-Bas : 1
  - Cross-Country : 2004 (Elsbeth van Rooy-Vink)

### Grands Tours
- Tour d'Italie
  - Victoires d'étapes :
    - 2004 : 1 (Angela Hennig)

### Coupe du monde
- Gran Premio Castilla y León : 2003 (Mirjam Melchers) 2004 (Angela Hennig)
- Primavera Rosa : 2002 (Mirjam Melchers)

## Encadrement
Michael Zijlaard dirige la formation durant tout son existence. Jean-Paul van Poppel l'assiste quand son épouse fait partie de l'équipe.

## Partenaires

Logo de la marque Farm Frites

Le partenaire principal de l'équipe est le fabricant frites Farm Frites. L'entreprise de construction Hartol est le partenaire secondaire.

## Farm Frites - Hartol en 2004

### Effectif
| Effectif 2004                    | Effectif 2004     | Effectif 2004 | Effectif 2004                    |
| Cycliste                         | Date de naissance | Pays          | Équipe précédente                |
| -------------------------------- | ----------------- | ------------- | -------------------------------- |
| Rachel Heal                      | 1 avril 1973      | Royaume-Uni   |                                  |
| Angela Hennig (1 juill.–31 déc.) | 15 janvier 1981   | Allemagne     |                                  |
| Yvonne Hijgenaar                 | 15 mai 1980       | Pays-Bas      |                                  |
| Mirjam Melchers                  | 26 septembre 1975 | Pays-Bas      | Acca Due O-Lorena Camicie (2001) |
| Sandra Missbach                  | 19 mars 1978      | Allemagne     | Kupfernagel (2000)               |
| Miho Oki                         | 8 mars 1974       | Japon         | C.A. Mantes La Ville 78 (2002)   |
| Sissy van Alebeek                | 8 février 1976    | Pays-Bas      | Opstalan (1998)                  |
| Esther Van Der Helm              | 5 septembre 1981  | Pays-Bas      |                                  |
| Anouska van der Zee              | 5 avril 1976      | Pays-Bas      | Opstalan (1998)                  |
| Elsbeth van Rooy-Vink            | 25 janvier 1973   | Pays-Bas      | Opstalan (1998)                  |
| Adrie Visser                     | 19 octobre 1983   | Pays-Bas      |                                  |
| Leontien van Moorsel             | 22 mars 1970      | Pays-Bas      | Opstalan (1998)                  |
|                                  |                   |               |                                  |
| Source : Cycling Archives        |                   |               |                                  |

### Victoires

#### Sur route
| Date         | Course                                        | Pays     | Classe | Vainqueur            |
| ------------ | --------------------------------------------- | -------- | ------ | -------------------- |
| 26 mars      | 3e étape Tour de Castille-et-León             | Espagne  | 2.1    | Mirjam Melchers      |
| 26 mars      | Tour de Castille-et-León                      | Espagne  | 2.1    | Mirjam Melchers      |
| 28 mars      | Gran Premio Castilla y León                   | Espagne  | CDM    | Angela Hennig        |
| 10 avril     | 2e étape du Tour de Drenthe                   | Pays-Bas | 2.1    | Sissy van Alebeek    |
| 11 avril     | Tour de Drenthe                               | Pays-Bas | 2.1    | Sissy van Alebeek    |
| 20 mai       | 7e étape du Tour de l'Aude                    | France   | 2.1    | Rachel Heal          |
| 23 mai       | 10e étape du Tour de l'Aude                   | France   | 2.1    | Angela Hennig        |
| 9 juin       | Championnats des Pays-Bas du contre-la-montre | Pays-Bas | CN     | Mirjam Melchers      |
| 13 juin      | Championnats du Japon sur route               | Japon    | CN     | Miho Oki             |
| 27 juin      | Championnats des Pays-Bas sur route           | Pays-Bas | CN     | Leontien van Moorsel |
| 11 juillet   | 9e étape du Tour d'Italie                     | Italie   | 2.1    | Angela Hennig        |
| 18 août      | Jeux olympiques contre-la-montre              | Grèce    | 0      | Leontien van Moorsel |
| 30 août      | 1re étape secteur b de l'Holland Ladies Tour  | Pays-Bas | 2.1    | Farm-Frites-Hartol   |
| 31 août      | 2e étape de l'Holland Ladies Tour             | Pays-Bas | 2.1    | Mirjam Melchers      |
| 4 septembre  | Holland Ladies Tour                           | Pays-Bas | 2.1    | Mirjam Melchers      |
| 15 septembre | 1re étape secteur b du Tour de Toscane        | Italie   | 2.1    | Angela Hennig        |

### En cyclo-cross
| Date       | Course                                   | Pays     | Classe | Vainqueur       |
| ---------- | ---------------------------------------- | -------- | ------ | --------------- |
| 11 janvier | Championnats des Pays-Bas de cyclo-cross | Pays-Bas | CN     | Mirjam Melchers |

### Sur piste
| Date     | Course             | Pays        | Classe | Vainqueur        |
| -------- | ------------------ | ----------- | ------ | ---------------- |
| 10 avril | 500 m à Manchester | Royaume-Uni | CDM    | Yvonne Hijgenaar |
| 15 mai   | 500 m à Sydney     | Australie   | CDM    | Yvonne Hijgenaar |
| 16 mai   | 500 m à Sydney     | Australie   | CDM    | Adrie Visser     |